# SP-171
A SP-171 é uma estrada de rodagem do Brasil e está sob a jurisdição do estado de São Paulo, conectando o Vale do Paraíba ao litoral norte paulista e à baixada sul fluminense. Possui duas denominações oficiais: Rodovia Paulo Virgínio (do km 0 ao km 47) e Rodovia Vice-prefeito Salvador Pacetti (do km 47 ao km 70).
Em setenta quilômetros de extensão, a SP-171 liga a Via Dutra (BR-116), em Guaratinguetá (SP), ao centro do município de Cunha (SP) e à Via Rio-Santos (BR-101), em Paraty (RJ), através de sua extensão fluminense (alongando-se por mais vinte-e-um quilômetros) como RJ-165. Após a inauguração da Estrada Parque Comendador Antônio Cônti (como é denominada oficialmente a RJ-165), em 2017, está completamente integrada à rota federal da BR-459. Atualmente, todo o seu trajeto é administrado pelo Departamento de Estradas de Rodagem do estado (DER-SP). O sentido rodoviário, isto é, a contagem quilométrica, corre de norte a sul e atravessa as localidades geográficas de Paraitinga e Paraibuna, posicionadas no alto da bacia hidrográfica do rio Paraíba; após a passagem pelo bairro cunhense do Taboão, o último quilômetro (km 70) converte-se no km 21 da RJ-165 e a contagem passa a ser regressiva até o trevo da Via Rio-Santos, concluindo a rota de conexão.
Essa estrada de rodagem oferece acesso a áreas de preservação ambiental importantes, como os parques das serras do Mar e da Bocaina. E interliga também sítios e lugares que compõem o patrimônio cultural e histórico brasileiro. Seu traçado é antigo e remonta ao período quando o país pertencia ao Reino de Portugal: tornara-se a bifurcação sul do Caminho dos Paulistas (chamado também de Caminho Geral do Sertão) e era parte do Caminho do Ouro (chamado também de Caminho Velho), uma das estradas reais da colônia. Hoje, é a principal rodovia de Cunha e é também a maior via pública do município: são aproximadamente cinquenta quilômetros dentro do território cunhense desde o limite com Guaratinguetá (conhecida popularmente apenas como “Guará”) até divisa com o estado do Rio de Janeiro e lhe é atribuída o seguinte número de Código de Endereçamento Postal (CEP): 12530-000 — em Guará, são atribuídos os CEPs n°. 12503-021 (nos primeiros traçados da via, quando passa pelo bairro da Pedreira) e n°. 12503-790 (próximo ao limite municipal, quando passa pelo bairro da Rocinha); e, na outra direção, após a divisa, obtém o CEP n°. 23970-000 —.

## Desenvolvimento
Além do trajeto principal, quando a SP-171 era ainda toda de terra, havia outros caminhos e poucas informações para aqueles que transitavam entre o litoral e o interior do continente. Para facilitar e melhorar o trajeto, uma obra do Governo do estado de São Paulo foi realizada para asfaltar o trecho entre a Via Dutra (BR-116), em Guaratinguetá e o centro da cidade de Cunha. Com a Lei estadual paulista n° 1.585, de 17 de abril de 1978, o 1º trecho da via passou a ser denominado oficialmente Rodovia Paulo Virgínio, em homenagem ao herói civil durante a Revolução de 1932. Havia ainda mais 23 quilômetros até a divisa do estado sem pavimento. Em 1984, o Governo paulista concluiu a obra até a divisa, no alto da Serra da Bocaina: esse segundo trecho, com a Lei estadual n° 4.337, de 30 de outubro de 1984, passou a ser oficialmente chamado de Rodovia Vice-prefeito Salvador Pacetti.
Dentro do território fluminense, o percurso rodoviário da via estende-se por mais vinte-e-um quilômetros com a classificação de RJ-165 e está sob gestão do estado do Rio. A extensão fluminense é reconhecida de acordo com a Lei estadual fluminense n° 7.556-2017 e recebe a denominação Estrada Parque Comendador Antônio Cônti. A RJ-165 conecta-se no km 70 e segue integralmente dentro do Parque Nacional da Serra da Bocaina até o centro da cidade de Paraty. O calçamento desse terceiro trecho, concluído em 2016 e formalizado em 2017 com a dita legislação, representou o cumprimento do Governo fluminense a um acordo feito em 1954 com o estado de São Paulo para pavimentar todo percurso desde Guaratinguetá até o litoral. O estado paulista cumpriu sua parte do acordo em 1984.
Por ser o principal acesso ao sul de Guaratinguetá e ao município de Cunha, essa estrada de rodagem possui trânsito intenso. Os congestionamentos são mais comuns em dias de tradicionais festividades folclóricas na região. O trecho Guaratinguetá-Cunha é o mais movimentado e o mais desenvolvido. Por causa do incidente ocorrido em 30 de dezembro de 2010 — desmoronamento da pista, causando seu bloqueio total — o percurso da serra do Quebra Cangalha (entre os km 12 e 19) foi duplicado em alguns pontos. Outras obras de recuperação e reparos foram também concluídas. Em novembro de 2011, o governado do estado investiu em infraestrutura, sobretudo para prevenções de catástrofes decorrentes de fenômeno naturais e oferecer maior segurança aos viajantes. Atualmente, a SP-171 constitui o último ramal rodoviário da rota federal da BR-459, compreendendo uma linha viária interestadual de longa distância entre os municípios de Poços de Caldas, Lorena (conectada pela BR-459), Guaratinguetá (conectada pela BR-116), Cunha (conectada pela SP-171), Paraty (conectada pela RJ-165) e Angra dos Reis (conectada pela BR-101).
O marco zero da SP-171 encontra-se súbito após o trevo rodoviário com a Via Dutra, em Guaratinguetá. Do ponto inicial, segue pela zona rural, no sentido sul, para o litoral. No km 20, há um trevo rodoviário com a Rodovia João Martins Corrêa (SP-153). E mais dois quilômetros avante, atravessa o limite de municípios entre Guaratinguetá e Cunha. Entre os quilômetros 44 e 48, a estrada passa dentro do perímetro urbano de Cunha. A partir do km 48, o terreno fica mais sinuoso, oferecendo um percurso com alto grau de declinações e inclinações. No km 56, oferece acesso ao Parque Estadual da Serra do Mar (Núcleo Cunha-Indaiá) — iniciando o trecho dentro da reserva florestal do Estado — e, com mais 500 metros, há um acesso ao bairro da Paraibuna. No km 66 da SP-171, encontra-se o acesso por terra que liga a estrada de rodagem ao mirante da Pedra da Macela, um dos pontos mais elevados da Serra da Bocaina. No km 70, já dentro do território do Parque Nacional da Serra da Bocaina, na divisa de estados, conecta-se diretamente com a RJ-165, conduzindo ao centro de Paraty e a diversas praias. São 90 quilômetros de extensão (a considerar-se os 21 quilômetros da extensão fluminense) em pista simples, duplicada em alguns pontos. A estrada de rodagem é pavimentada, não possui praças de pedágio, e, o seu percurso serrano contorna poucas zonas urbanas e passa, na sua maior parte, por zonas rurais e de proteção ambiental. Por isso, os condutores devem estar atentos às travessias de animais e às condições do veículo (principalmente os freios). O percurso tem também uma considerável importância paisagística para o património natural e atrai a atenção dos viajantes por ser uma rota histórica, pelo seu trajeto serrano, por passar dentro de reservas florestais ainda intactas e por ser rota de diversas trilhas, mirantes e cachoeiras. 

## Percurso
| PAULO VIRGÍNIO (Guará-Cunha) SALVADOR PACETTI (Cunha-Paraty) | |                           |                        |
| Tipo                                                         | Indicação | km                        | Município (UF)         |
| cidade                                                       | Centro da cidade de Guaratinguetá (Acesso direto à avenida José Juvenal Monteiro dos Santos e à Rodovia do Santuário (BR-488)) | 0                         | Guará (SP)             |
| saída                                                        | Acesso ao km 65 da Via Dutra (conexão a São Paulo, a Aparecida, a Lorena e ao Rio de Janeiro)                                  | 0                         | Guará (SP)             |
| 1° trecho                                                    | Início da Rodovia Paulo Virgínio                                                                                               | 0                         | Guará (SP)             |
| saída                                                        | Acesso à rua Manoel Abílio Pereira                                                                                             | 0,8                       | Guará (SP)             |
| saída                                                        | Acesso à rua Coronel Tamarindo                                                                                                 | 1,5                       | Guará (SP)             |
| ponte                                                        | Ponte sobre o rio São Gonçalo                                                                                                  | 2                         | Guará (SP)             |
| saída                                                        | Acesso à estrada do Morro Frio e ao Cemitério da Saudade                                                                       | 3                         | Guará (SP)             |
| saída                                                        | Acesso à estrada do Engenho d’Água                                                                                             | 3,8                       | Guará (SP)             |
| guarda                                                       | Base Operacional Sargento Suarez Torres                                                                                        | 6,5                       | Guará (SP)             |
| saída                                                        | Acesso à estrada do Rio das Pedras e à estrada de São José                                                                     | 7,5                       | Guará (SP)             |
| saída                                                        | Acesso à estrada do Paiol | 9,8                       | Guará (SP)             |
| saída                                                        | Acesso à estrada do Brumado | 19,5                      | Guará (SP)             |
| saída                                                        | Acesso à rodovia João Martins Corrêa (conexão a Lagoinha, a São Luiz do Paraitinga e a Ubatuba)                                | 20                        | Guará (SP)             |
| saída                                                        | Acesso à estrada da Rocinha (conexão a Silveiras, via Campos Novos)                                                            | 21                        | Guará (SP)             |
| templo                                                       | Santuário de Santo Expedito | 22                        | Guará (SP)             |
| cidade                                                       | Limite de municípios entre Guaratinguetá e Cunha                                                                               | 23                        | Guará (SP) Cunha (SP)  |
| posto                                                        | Posto de abastecimento Verreschi                                                                                               | 29                        | Cunha (SP)             |
| ponte                                                        | Ponte sobre o rio Paraitinga                                                                                                   | 31,8                      | Cunha (SP)             |
| saída                                                        | Acesso à estrada da Paraitinga e à igreja de Sant’Ana                                                                          | 32                        | Cunha (SP)             |
| saída                                                        | Acesso à estrada do Jaguarão (conexão a Lagoinha)                                                                              | 32,5                      | Cunha (SP)             |
| saída                                                        | Acesso à estrada da Samambaia                                                                                                  | 35,5                      | Cunha (SP)             |
| saída                                                        | Acesso à estrada da Guaranjanga                                                                                                | 36,4                      | Cunha (SP)             |
| saída                                                        | Acesso à estrada da Samambaia pelo Jacuí                                                                                       | 38,7                      | Cunha (SP)             |
| ponte                                                        | Ponte sobre o rio Jacuí | 38,8                      | Cunha (SP)             |
| saída                                                        | Acesso à estrada do Jacuí | 39,5                      | Cunha (SP)             |
| saída                                                        | Acesso à estrada da Capivara e ao Centro romeiro Sá Mariinha das Três Pontes (a 13,5 km) (conexão a Ubatuba, via Lagoinha)     | 42                        | Cunha (SP)             |
| saída                                                        | Acesso à estrada do Ribeirão                                                                                                   | 43,5                      | Cunha (SP)             |
| cidade                                                       | Início do perímetro urbano da cidade de Cunha                                                                                  | 44                        | Cunha (SP)             |
| saída                                                        | Acesso à alameda Francisco da Cunha Menezes (conexão a Silveiras, via Campos Novos)                                            | 45                        | Cunha (SP)             |
| saída                                                        | Acesso à estrada da Mantiqueira, à alameda Lavapés e ao Centro da cidade de Cunha (a 700 m)                                    | 46,8                      | Cunha (SP)             |
| 2° trecho                                                    | Início da Rodovia Vice-prefeito Salvador Pacetti                                                                               | 47                        | Cunha (SP)             |
| saída                                                        | Acesso à avenida Padre Rodolfo e ao Hospital da cidade de Cunha (a 500 m)                                                      | 47,8                      | Cunha (SP)             |
| saída                                                        | Acesso à rua Manoel Prudente de Toledo (conexão com a Silveiras, via Campos Novos)                                             | 48                        | Cunha (SP)             |
| cidade                                                       | Fim do perímetro urbano da cidade de Cunha                                                                                     | 48,5                      | Cunha (SP)             |
| saída                                                        | Acesso à estrada da Catioca e ao Cemitério das Abóboras (a 9,5 km)                                                             | 50,5                      | Cunha (SP)             |
| saída                                                        | Acesso à estrada da Cangerana                                                                                                  | 51,3                      | Cunha (SP)             |
| saída                                                        | Acesso à estrada do Engenho | 51,4                      | Cunha (SP)             |
| templo                                                       | Igreja de São José da Boa Vista (a 500 m)                                                                                      | 53,3                      | Cunha (SP)             |
| saída                                                        | Acesso à estrada da Paraibuna e ao Parque estadual da Serra do Mar (a 20 km)                                                   | 56,5                      | Cunha (SP)             |
| cruz                                                         | Monumento à memória de Paulo Virgínio                                                                                          | 56,9                      | Cunha (SP)             |
| saída                                                        | Acesso à estrada do Campo Alegre (conexão a Campos Novos)                                                                      | 58,5                      | Cunha (SP)             |
| saída                                                        | Acesso à estrada da Barra | 59                        | Cunha (SP)             |
| saída                                                        | Acesso à estrada do Rio Manso                                                                                                  | 63,5                      | Cunha (SP)             |
| saída                                                        | Acesso à estrada do Mato Limpo e ao mirante da Pedra da Macela (a 7 km)                                                        | 66                        | Cunha (SP)             |
| ponte                                                        | Mirante da cachoeira do Mato Limpo                                                                                             | 67                        | Cunha (SP)             |
| Extensão                                                     | Fim da SP-171. Conexão direta com a Estrada Parque Comendador Antônio Cônti (Limite de municípios e divisa de estados)         | 70 da SP-171 21 da RJ-165 | Cunha (SP) Paraty (RJ) |
| templo                                                       | Igreja de Nossa Senhora da Penha                                                                                               | 7,3 da RJ-165             | Paraty (RJ)            |
| ponte                                                        | Ponte sobre o rio Perequê Açu                                                                                                  | 3,5 da RJ-165             | Paraty (RJ)            |
| saída                                                        | Acesso ao km 575 da Via Rio-Santos (conexão a Santos, a Ubatuba e a Angra dos Reis)                                            | 0                         | Paraty (RJ)            |
| cidade                                                       | Centro da cidade de Paraty (Acesso direto à Avenida Roberto Silveira)                                                          | 0                         | Paraty (RJ)            |

## História
Por anos, no auge da eficiência do porto comercial de Paraty, o trajeto da SP-171 foi um caminho estratégico entre o litoral brasileiro, o Vale do Paraíba, a Capital paulista e o sertão de Minas Gerais. Por essa razão, há um rico repertório histórico desde os tempos da colonização portuguesa (ocorrida por volta do ano 1500 depois de Cristo [d.C.]) à Revolução Constitucionalista (em 1932). Atualmente, é uma via de comunicação importante para o desenvolvimento socioeconômico, sobretudo, para a população de Cunha e do sul de Guaratinguetá.

### Brasil Colonial
O percurso atual nasce a partir do alargamento das trilhas de índios da etnia Guarani (mais especificadamente, de agrupamentos Guaianases) e Tupi (Tamoios) que buscavam a “Terra Sem Males”: segundo a crença dos povos originários que habitavam nas baixadas de frente ao Oceano Atlântico, havia um lugar onde suas tribos poderiam estar mais perto do céu — considerado, por eles, a morada das divindades primordiais, como Guaraci (o Sol) e Jaci (a Lua), por exemplo, — e viver plenamente, “sem os males mundanos”. Tal crença estimulava índios a aventurar-se pelos territórios afastados de suas aldeias, buscando, não apenas recursos para a sua sobrevivência, mas, expandir seus conhecimentos geográficos além da beira-mar e, assim, subiam as montanhas próximas. Seus percursos conectavam-se com outras passagens, integrando-se com um sistema de trilhas, que seria conhecido pelos europeus durante o período colonial como “Caminho do Peabiru”. Estas rotas existiam já desde antes da colonização europeia da América e ligavam o Oceano Atlântico ao interior do continente americano, chegando até a Cordilheira dos Andes e, também, até o Oceano Pacífico. Em meados de 1500, os europeus, principalmente espanhóis e portugueses, usaram esse sistema de trilhas para explorar e colonizar o recém-descoberto Novo Mundo.
O processo de ocupação e colonização do Brasil iniciou-se nas primeiras décadas do século XVI. Em 20 de novembro de 1530, o rei imperial vigente, Dom João III, delega ao capitão português Martim Afonso de Souza (sob o título de primeiro donatário da Capitania de São Vicente — atual São Paulo —) o cômpito de colaborar em bonificar as terras americanas que penitenciam a Portugal segundo o Tratado de Tordesilhas de 1494. Em janeiro de 1531, o capitão Martim Afonso inicia a sua expedição em Lisboa, empregando cerca de 400 homens divididos em cinco embarcações. Após atravessar o Atlântico, alcançariam as terras continentais brasileiras pela região conhecida como Itamaracá (atual litoral pernambucano) e seguiriam pela costa do continente, tentando estabelecer definitivamente os confins terrestres (ao menos, a faixa litorânea) da Colônia: uma parte da frota rumou para o norte, para a região das Guianas; enquanto que a outra parte da frota seguiu pelo sul, acompanhando a liderança de Martim Afonso.  Tal epopeia foi documentada no Diário da Navegação, escrito por seu irmão Pero Lopes de Sousa.
A expedição de Martim Afonso de Souza havia três objetivos específicos: (I) implantar a ordem e a justiça de paz nas novas terras, sobretudo para inibir as incursões de piratas e do tráfico francês nas costas brasileiras e sua influência sob os índios tamoios; (II) desbravar o interior das novas terras e explorar recursos naturais de grande valor; e, (III) estabelecer núcleos de povoamento para iniciar um processo de desenvolvimento social entre nativos e estrangeiros: era o primeiro projeto formal de colonização brasileira, buscando sempre aumentar a influência do Império até os limites com o Vice-reino do Peru — que mais tarde, durante o século XVIII, fragmentar-se-ia e a porção oriental daria origem ao Vice-reino do Rio da Prata (atuais Argentina, Bolívia, Paraguai e Uruguai) —. Por meio do Oceano Atlântico, em 1532, a expedição portuguesa chega até o estuário do Rio da Prata e estabelecem um assentamento provisório na margem oriental que futuramente se tornará na atual cidade de Colônia do Sacramento. A linha imaginária de Tratado de Tordesilhas deixa de ser a única referência sobre o limite entre as duas potências: o rio da Prata e seus afluentes, convertem-se em uma fronteira física entre os domínios de Espanha (nas margens ocidentais do rio, onde será fundada a cidade de Buenos Aires 1536, pelo militar espanhol Pedro de Mendoza) e Portugal (nas margens orientais).
Algumas décadas mais tarde, em 1596, o fidalgo da Casa Real, Martim Correia de Sá (neto de Estácio de Sá, fundador do Rio de Janeiro, em 1565), realiza uma sucessiva expedição colonizadora — similar àquela de Martim Afonso —  porém, partindo da Guanabara e fazendo uma incursão terrestre após adentar-se em um braço de mar conhecido como a Baía da Ilha Grande. Martim de Sá e seus 700 colaboradores aportam no fundo da Baía, em um perímetro que no futuro dará origem a cidade de Paraty. Tendo como aliados os índios guaianases, a expedição de Martim de Sá tenta transpor a muralha natural de montanhas (que posteriormente ficariam conhecidas como Serra do Mar) para povoar novas localidades e buscar novas fontes de riqueza, e então sobem a serra presente naquela localidade rumo ao sertão: era a primeira passagem documentada de europeus naquela rota que dará origem à SP-171.
Com a expansão do Império Português em direção ao interior do continente, os colonizadores começaram a fundar suas novas vilas no Brasil e a transitar entre elas, mantendo um intercâmbio intercontinental com Lisboa (Capital do Império na época) e, portanto, era necessário alargar as estreitas trilhas, não apenas para homens, mas também para a passagem de tropas e carruagens a cavalo. Em 1697, o Governo de Portugal aprova a construção do Caminho do Ouro, sendo registrada, de modo oficial, a primeira estrada de rodagem de longa distância do Brasil. Surgiram assim os primeiros traçados da futura SP-171. Entre os séculos XVII e XIX, a Coroa Portuguesa tem autorizado que alguns trechos da tal estrada que saía de Paraty e levava ao alto da serra fossem calçados com pedras achatadas: tal obra foi realizada por escravos africanos e homens livres, a partir das trilhas dos guaianases, para favorecer a escoação de minérios (como ouro, ferro e diamante, por exemplo), desde as minas gerias até a vila litorânea, onde havia o único porto brasileiro liberado na época para entreposto de produtos com o Velho Continente, e para a introdução de muares e gado bovino e de novas culturas agrícolas (como cana-de-açúcar e o café) no interior da colônia, todos vindos de outros continentes. Até as margens do rio Paraíba, os demais trechos remanescerão em terra batida. A rota do Caminho do Ouro possui uma extensão que totaliza setecentos-e-dez quilômetros de rodagem, conectando muitas localidades entre Paraty e Vila Rica (atual Ouro Preto).
A partir da segunda década do século XVIII, com a construção e expansão de outra passagem oficial (denominada como Caminho Novo), partindo diretamente da cidade do Rio de Janeiro até as vilas de Minas Gerais, o traçado pelo qual é a via está integrada passou a ser conhecido como Caminho Velho. Com o desenvolvimento da então Província de São Paulo, a via tornou-se a bifurcação sul do ancestral Caminho dos Paulistas. Até meados do século XIX, serviu aos tropeiros na escoação de grande produção agrícola da região (cana-de-açúcar, café e produtos lácteos, por exemplo) do Sul de Minas e do Vale do Paraíba ao embarque no porto de Paraty para outras destinações brasileiras e além-mar. Por séculos, a progênie estrada seria a única saída terrestre para carruagens da Baixada Sul-Fluminense rumo ao sertão, tendo como assentamento urbano mais próximo para o pouso dos viajantes, a Vila Facão (atual Cunha). Após o advento da República Brasileira, em 15 de novembro de 1889, mesmo com as inovações tecnológicas da época e a introdução dos primeiros automóveis na região, essa realidade de estrada à terra batida durará até meados do século XX.
De fato, até então, a passagem pela rota do Caminho do Ouro era feita a pé, a cavalo ou a carroça; a primeira estrada brasileira concebida exclusivamente para a passagem de automóveis modernos e que permitia o desenvolvimento de velocidades superiores a 60 km/h foi inaugurada em 1861, conhecida como Estrada da União e Indústria, ligando Petrópolis (RJ) a Juiz de Fora (MG) ao longo de 144 km — o seu traçado deu origem à atual BR-040 —. Apesar da presença de máquinas motorizadas no Vale do Paraíba já desde o início do século XX, a primeira viagem de carro documentada entre Guaratinguetá e Paraty realiza-se oficialmente no domingo, 22 de maio de 1932, quando um veículo (dito o Primeiro Carro de Paraty) parte às 6 horas da manhã de Guará, guiado pelo chofer Jair Rosa Garcia e transportando mais dois passageiros — o engenheiro fluminense de obras públicas Eduardo Pompéia Vasconcellos (responsável por projetar o percurso atual da SP-171 e da RJ-165) e o prefeito paratiense daquele ano Alfredo Sertã —. A comitiva chega na cidade litorânea às 9 horas da noite daquele domingo.. 

### Batalha de Cunha na Revolução Constitucionalista
A passagem aberta desde os tempos coloniais não presenciara eventos relevantes até a terceira década do século XX, quando intervenções do então presidente Getúlio Vargas resultaram em importantes repercussões nacionais. Na tarde da segunda-feira, 23 de maio de 1932, quatro rapazes (conhecidos como: Antônio de Andrade, 30 anos; Martins de Almeida, 25 anos; Euclides Miragaia, 21 anos; e, Dráusio de Sousa, 14 anos) foram mortos quando participavam a uma manifestação no centro da cidade de São Paulo, que denunciava os abusos do regime ditatorial de Getúlio Vargas: tal evento culminou no estopim para iniciar uma revolta civil entre paulistas e legalistas conhecida como a “Revolução Constitucionalista” (conhecida também como a “Guerra dos Paulistas” ou apenas como “Guerra Paulista”. O Governo Provisório de Vargas havia sido imposto há dois anos (em 3 de novembro 1930), quando o general Tasso Fragoso (aliado de Vargas), através de um golpe de Estado, ordenou a destituição do então presidente em exercício Washington Luís, faltando apenas vinte-e-um dias para o término de seu mandato, impedindo assim que o presidente sucessivo, Júlio Prestes, e eleito democraticamente (com aproximadamente 60% de aprovação dos votos legítimos e apoio de 17 das 20 unidades federais da época), assumisse a posse do Governo Federal.
As forças federais (conhecidas também como “legalistas” ou “governistas”) tentaram restabelecer a ordem e sufocar as resistências compostas por unidades militares, que eram contra o regime de Getúlio Vargas, e civis voluntários (conhecidos como “constitucionalistas”, “revolucionários” ou “liberais”) contra à ditatura varguista. A principal razão das reivindicações dos cidadãos paulistas (apoiados principalmente por gaúchos, mato-grossenses e mineiros) há como objetivo geral a realização de uma imediata reforma na Constituição Federal, para dar mais direitos aos brasileiros para escolherem de modo direto seus representantes, sem que seja Vargas a indicá-los. Até o final da jornada de sábado, 9 de julho de 1932, todas as unidades da Força Pública (atual Polícia Militar) do estado de São Paulo aderem unanimidade à revolta desencadeada no dia 23 de maio daquele ano, dando razão e iniciando formalmente a Guerra Paulista. Na madrugada do domingo, dia 10, para defender o estado de São Paulo, o 4° Regimento de Infantaria, que possui uma guarnição bélica consistente, localizado em Quitaúna (Osasco, SP), adere à guerra aliando-se com os revolucionários e é concedida a posse do general Pedro de Toledo, que implanta as políticas para a criação de frentes de batalha nas fronteiras (divisas) para proteger geograficamente o estado. Portanto, todas as rotas (rodoviárias e ferroviárias) do Vale do Paraíba são resguardadas para evitar a invasão de tropas legalistas, já que a sede do Distrito Federal encontrava-se na cidade do Rio naquele período.
Em resposta à presença de legalistas no alto da Serra da Bocaina, o município de Cunha torna-se um importante front armado da revolta: com o auxílio de voluntários cunhenses e guaratinguetaenses que se uniram à causa, as tropas revolucionarias, sob o comando do general Mário da Veiga Abreu, protegem a cidade e montam acampamentos com posições estratégicas e sigilosas nos arredores do perímetro conhecido como Morro Grande (a cerca de 2 km da cidade), onde conseguiam vigiar os viajantes e transeuntes que vinham desde a divisa. A estrada Cunha-Paraty ganha destaque por conta da sua importância logística na Revolução e, na quinta-feira, dia 14 de julho de 1932, inicia-se oficialmente a Batalha de Cunha — naquela tarde, o inventor de aeronaves Santos Dumont emite uma nota às autoridades para propor um cessar-fogo e reger uma nova constituição ao país; porém, seu apelo foi ignorado —.
Nos dias seguidos ao fim-de-semana (de 9 e 10 de julho), com o objetivo de combater as forças públicas de São Paulo e tomar o controle do estado, um batalhão da marinha do Rio de Janeiro, composto por 400 soldados cariocas aliados a Vargas, havia subido a serra pela estrada de Paraty a fim de chegar à Capital paulista pelo Vale do Paraíba: alguns dias antes do início da batalha, os cariocas, sob o comando do tenente Ayrton Teixeira Ribeiro, montaram acampamento nas proximidades do bairro da Aparição (a 10 km do centro de Cunha) e estudaram um modo de conquistar essa primeira cidade. Por conta do intenso conflito com São Paulo, a estrada ficou com acesso restrito, qualquer viajante que passasse pelo caminho seria abordado e questionado sobre qual é o motivo de transitar pelo local (sob suspeita e desconfiança de espias), pois para utilizar aqueles caminhos, um civil deveria apresentar um salvo-conduto. Nesse período, os cariocas apreendem ou sequestram provisões, mantimentos e animais de passageiros e de sítios vizinhos, em uma tentativa de exercer algum controle sobre os bairros localizados perto da divisa. Os indivíduos sem salvo-conduto ou suspeitos de haver alguma informação que possa ser de utilidade na decisão na conquista da batalha, seriam detidos.

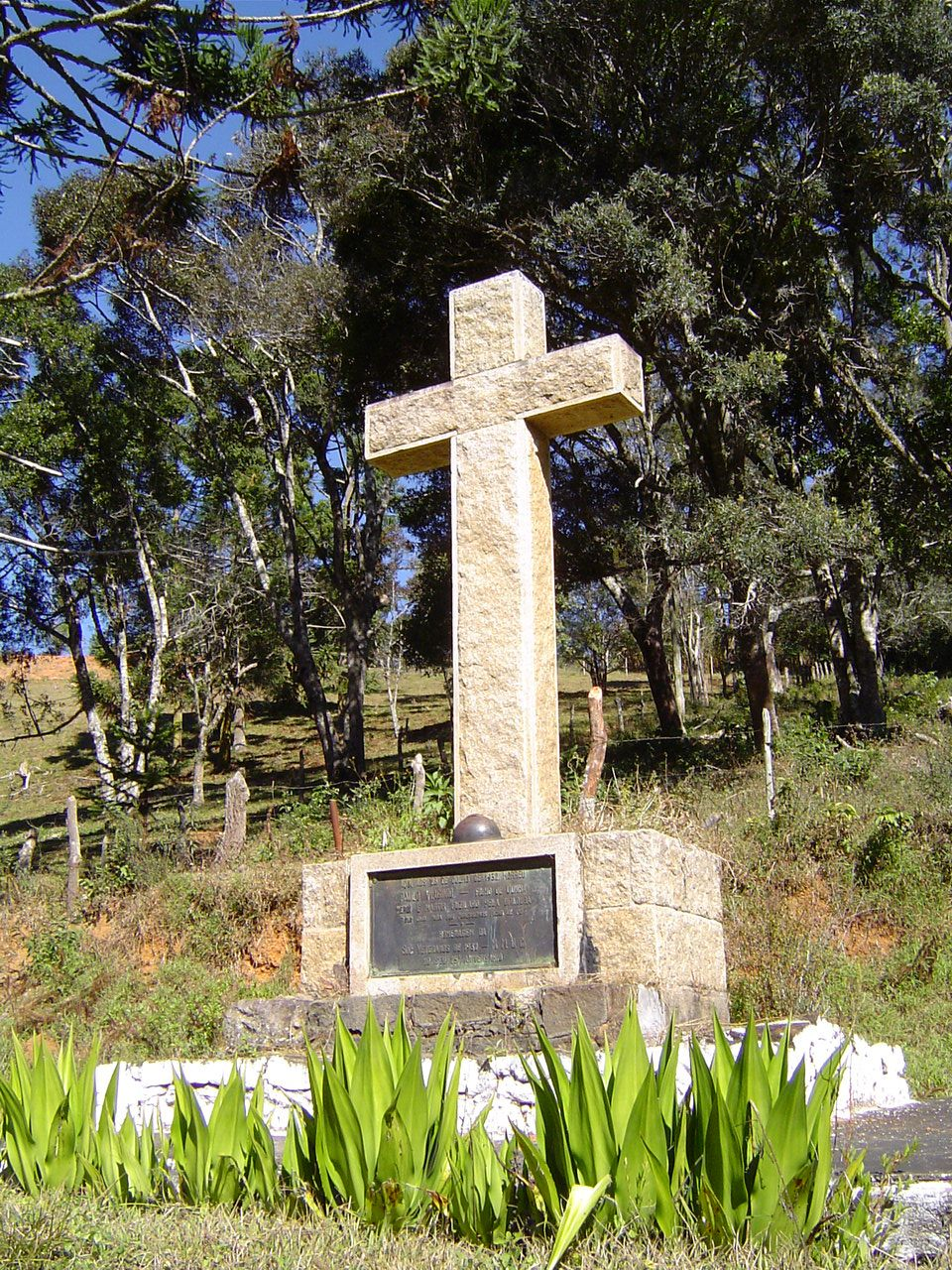
Monumento à memória de Paulo Virgínio

De fato, por volta das 15 horas do dia 27 daquele mês de julho, os soldados legalistas conseguiram capturar um grupo de habitantes locais. Um dos sequestrados foi identificado como o agricultor Paulo Gonçalves dos Santos (popularmente chamado de Paulo Virgínio): o homem de 33 anos, de caráter humilde, natural e habitante daquele município, conhecia os muitos caminhos que existem naquela área. Nesse dia, ele havia saído de seu refúgio para buscar alimentos para seus filhos e sua esposa, porém, à tarde, foi capturado e interrogado de modo violento pelos legalistas sobre onde estariam posicionadas as tropas paulistas ao longo da estrada e sobre quais seriam as trilhas alternativas para chegar na cidade. Ainda sob tortura, Virgínio não respondeu, manteve-se calado, e, antes de ser fuzilado por seus agressores, foi obrigado a cavar a sua própria sepultura. Pela noite, houve formação de geada, e uma das torturas sofridas pelo agricultor foi aquela que jogaram-lhe água gelada e fervente a dorso. Na madrugada do dia seguinte, foi morto com dezoito tiros nas costas. Como seu corpo não coube adequadamente na cova, os legalistas tiveram que fraturar suas pernas e seu crâneo para que seu corpo pudesse ser acomodado na terra, sem um caixão e enterrado. Segundo os testemunhos daquela feroz execução, antes de morrer, os legalistas “tentaram” dar uma “segunda oportunidade” para liberar o agricultor e um dos soldados questionou “O que você é?”, Virgínio retrucou “Sou paulista.”, o soldado, por sua vez, contesta “Não! Se você disser que é carioca, não morre.”, mas Virgínio não vacilou e continuou retrucando, dizendo a celebre frase “Morro, mas São Paulo vence!”.
Em uma tentativa de conquistar o centro do município através de um assalto de guerra, os legalistas avançaram pela estrada e, ao chegar ao perímetro do Morro Grande, as forças de Getúlio Vargas foram atacadas pelas tropas paulistas. A Batalha de Cunha durou cerca de três meses e, aqui, as forças paulistas saíram vitoriosas ao conseguir retardar o avanço dos legalistas pelas serras do Mar e da Bocaina. Por não ter revelado o plano de contra-ataque dos revolucionários, o agricultor Paulo Virginio foi reconhecido como um dos “Heróis de 32” e, portanto, os seus restos mortais foram transferidos para a cidade de São Paulo e repousam atualmente no mausoléu do obelisco do Parque do Ibirapuera; (junto com os restos dos quatro rapazes mortos em 23 de maio e outros caídos com a guerra) e, em sua memória, foi construído um momento a forma de cruz na beira da estrada onde foi obrigado a cavar a sua sepultura e posteriormente assassinado. O cidadão cunhense é considerado um mártir do estado e sua morte foi definida como a mais cruel sob a ditadura de Vargas a um cidadão civil sem vínculo político ou militar.
A Revolução Constitucionalista foi o maior conflito armado inteiramente em solo nacional, sem a influência de uma ofensiva direta do estrangeiro. O estado de São Paulo conseguiu manter suas divisas protegidas, porém, sem o apoio prometido dos demais estados (principalmente de Mato Grosso, Minas Gerais e Rio Grande do Sul), não conseguiu dissolver o Governo Provisório de Vargas e, em 2 de outubro de 1932, foi assinado em Cruzeiro (SP) o armistício de paz: era o fim da Guerra dos Paulistas. Uma das consequências positivas desse longo embate é que, em 16 de julho de 1934, o presidente Getúlio Vargas atendeu a principal exigência dos paulistas e uma nova Constituição Federal (ainda que provisória) foi estabelecida, prevendo sobretudo reformas trabalhistas (onde a jornada de trabalho seria regulada em oito horas e as férias seriam remuneradas) e reformas democráticas (tornando o voto sigiloso e obrigatório a todos os cidadãos brasileiros, homens e mulheres, civis e militares, maiores de 18 anos).

### Acidente de ônibus no Morro Grande
Com o fim da Batalha de Cunha em 1932, a passagem entre os estados fluminense e paulista ficou em situação deplorável: ficou bloqueada por algumas temporadas e depois reaberta esporadicamente pelo Ministério Público para dar oportunidade aos cidadãos paratienses de terem uma conexão terrestre com as demais localidades brasileiras, porém sem muita infraestrutura e condições precárias para o trânsito. Em meados do século XX, a primeira linha regular para passageiros começa a operar: o transporte público passa a ser gerenciado pela Viação Santa Teresinha. Na manhã da segunda-feira, 10 de fevereiro de 1958, a jardineira (um tipo de ônibus) da extinta viação Santa Teresinha inicia sua viagem, partindo lotada de Paraty para Cunha e, após concluir esta primeira etapa, seguiria para Guaratinguetá para completar seu itinerário. O encarregado por conduzir o coletivo até o Vale do Paraíba, seria o chofer Sinésio Aleixo, tendo como assistente de bordo e vendedor de passagens, o cobrador Jerônimo Cruz. A viação Santa Teresinha detém o monopólio dos transportes públicos daquela área e oferecia somente um serviço para a cidade fluminense: portanto, para sair de carro, todos os viajantes, mesmo com um automóvel particular, eram obrigados a subir a serra da Bocaina, em direção à Cunha, para depois prosseguir para as demais destinações (inclusas Ubatuba, Angra e a Capital do Rio), pois, a Via Rio-Santos só seria construída décadas mais tarde.
Na época, os noventa quilômetros de trajeto eram feitos de terra batida e as fortes chuvas, que precipitaram-se nos últimos dias, transformaram muitos trechos em genuínos obstáculos com barro e atoleiros. Porém, na medida do possível, o coletivo consegue viajar sem interrupções: vence a serra da Bocaina e adentra-se no município paulista de Cunha, subindo agora os morros pertencentes ao grupo montanhoso da serra do Mar. Na encruzilhada com a estrada da Catioca (a 3 km do centro da cidade), recolhe o último passageiro (um habitante local de nome João Ambrósio Mota) e segue viagem. Rumo à cidade, a lotação total da jardineira naquele ponto é composta por 31 adultos (inclusos motorista e cobrador).
O coletivo continuou subindo o trecho conhecido como Morro Grande e, um quilometro aproximadamente a frente após ter recolhido o último passageiro, se deparou com um atoleiro. O chofer tenta contornar o obstáculo, fazendo passar o veículo pela guia esquerda da estrada (sentido Vale), onde havia uma cerca de madeira que a separava de um barranco. Devido ao barro escorregadio, o coletivo acaba resvalando contra uns mourões da cerca, resultando na perda de controle da jardineira, que dispara em direção ao desfiladeiro. Em uma tentativa desesperada, o motorista abre a porta e salta para fora, sendo seguido pelo cobrador e por mais dois passageiros. Desgovernada, a jardineira sai da estrada, rolando 200 metros barranco a baixo, levando consigo 27 vítimas. Após capotar, o veículo enfim pára, deixando passageiros presos nas ferragens, ferindo 22 e matando 5 adultos (um deles é o habitante cunhense que havia embarcado minutos antes).
Em poucas horas, o acidente torna-se de conhecimento público e o socorro e as autoridades não tardaram em chegar ao local. Independentemente se foi negligência ou vítima do destino, o chofer, presente no local, foi preso preventivamente até a apuração do caso — mais por questão de sua segurança que por sua possível de culpa, pois a população queria surrá-lo por ter saltado do ônibus e deixá-lo cair na ribanceira com mulheres e crianças, sendo considerado pelos locais como covarde e insensível —. Alguns habitantes locais, principalmente gente que morava na cidade, ajudaram a resgatar os passageiros das ferragens. Existe um relato que uma das crianças (ainda de colo) foi encontrada com leves escoriações em um matagal perto da estrada porque chorava muito após ter sido arremessada por uma das janelas, porém não há registros documentados que confirmem tal relato. A Santa Casa de Misericórdia e Maternidade Nossa Senhora da Conceição (ou simplesmente Santa Casa de Cunha, hospital mais próximo do desastre, a 2,5 km) recebeu todos os feridos.
Apesar de ter tido a sua inauguração oficial em 1954, a Santa Casa ainda havia uma infraestrutura singela e um tanto precária, útil apenas para primeiros-socorros e curativos simples. A equipe médica presente naquela segunda-feira, era composta por apenas dois médicos: o doutor Fued Serafim e o doutor Daher Pedro. Para auxiliar as emergências, as irmãs da congregação católica Imaculada Conceição foram convocadas para prestar serviços como enfermeiras. Após a triagem e identificação dos passageiros, verifica-se que, exceto pelo senhor que embarcou por último, todos os falecidos são cidadãos paratienses, assim como muito dos acidentados. A lista oficial dos mortos apresenta os seguintes nomes: Alcídio José Santana; Emília Freire Rubem; Jesuíno Castro Rubem; João Ambrósio Mota; e, Miguel Alves Moreira.
Tão logo foram identificados os corpos, o então prefeito de Cunha, Antônio Acácio Cursino, assume a próprio dever de ir até Paraty para comunicar às autoridades fluminenses sobre o ocorrido — considerando que naquele período não havia linhas de telefone ou telégrafo entre as duas localidades —. Assim que tomou conhecimento do terrível evento, o prefeito de Paraty, Aloysio de Castro, emite um decreto de estado de luto ao município. Ainda na tarde daquela segunda-feira, sobem a serra uma comitiva formada pelos dois prefeitos, pelo vigário do munícipio, por médicos e por outros assistentes para dar auxílio aos feridos e buscar os quatro mortos paratienses para sepultá-los em sua terra natal. Chegando no alto do Morro Grande, a comitiva pôde ver as ferragens que jaziam no barranco. O corpo do agricultor João Ambrósio Mota, habitante de Cunha, foi transportado para o vale do Paraíba e sepultado em Guaratinguetá. Os sobreviventes em estado mais grave foram também transferidos com urgência para Guará (a 45 km de distância). As notícias do acidente propagaram-se com rapidez, mobilizando doadores de sangue e também as entidades públicas dos municípios vizinhos: os hospitais de Paraty, de Guará e de Aparecida oferecem para a Santa Casa de Cunha equipamentos, como cilindros de oxigênio, recursos, como remédios e curativos, e enfermeiros mais qualificados para o tratamento de traumas. Tal episódio ficou conhecido na lembrança popular como “o batismo de fogo” do recém-inaugurado hospital cunhense, devido a quantidade de ocorrências paramédicas com tão poucas provisões. Até o dia seguinte, 11 de fevereiro, os acidentados com feridas tratadas, e em estado de saúde estável, obtiveram alta.
De acordo com o inquérito, aos cuidados do delegado de Guaratinguetá, o doutor Wilson Souza E Silva, o chofer, ao desviar de uma barreira, pisou firme no pedal do acelerador para que o coletivo não atolasse e conseguisse subir os metros finais para superar o Morro Grande. A jardineira responde com uma guinada e, por força da aceleração, projeta-se para frente, batendo contra a cerca que existia ali ao lado e disparando desgovernada. A hipótese mais aceita para a investigação aponta que, para oferecer uma saída de emergência alternativa para que os demais passageiros tivessem a chance de escapar, o motorista abriu a porta e teve a iniciativa de saltar para fora como exemplo, esperando que os demais fizessem o mesmo ainda com o veículo em movimento. Infelizmente, apenas o cobrador e mais dois passageiros conseguiram sair a tempo. Sem controle, o ônibus avança para fora da estrada, tombando para esquerda e caindo no barranco. Depois de capotar, o veículo termina parado à 200 metros a baixo do nível da estrada. Outra teoria (defendida por alguns passageiros) diz que o motorista poderia ter dormido na direção, resultando na perda de controle; porém, tal teoria não é muito sustentada, considerando que o chofer teve reflexos para escapar da máquina. O inquérito conclui que o deplorável estado de manutenção da jardineira e a capacidade de lotação excessiva (com pessoas e bagagens) condicionaram a uma inevitável catástrofe: o impacto contra o mourão foi o ato que culminou para a ocorrência do infortúnio, fazendo quebrar a suspensão e interrompendo o contato entre o eixo de tração e o volante, e os freios, por sua vez, foram ineficazes, deixando o motorista sem opções.
Como consequência do desastre, a viação Santa Teresinha foi penalizada e perdeu os direitos de concessão para transportar passageiros na região e toda a linha foi suspensa. Em agosto de 1958, as autoridades concedem os direitos de concessão da linha para a recém fundada empresa São José Ltda., que começou a operar com apenas uma unidade entre as duas cidades paulistas. Algumas semanas mais tarde, desce a serra da Bocaina o primeiro ônibus autorizado a circular entre Guaratinguetá e o litoral fluminense (tal circulação, ainda hoje, está sob responsabilidade e administração da São José Ltda.).

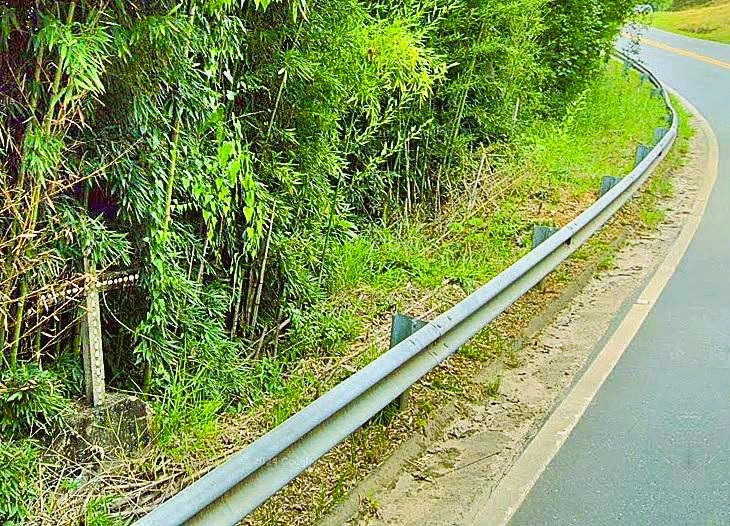
Cruz na beira da SP-171 (coberta pela vegetação) que que recorda o local onde ocorreu o acidente de ônibus no Morro Grande, km 50

Uma outra consequência importante é que o acidente serviu de apelo político para sensibilizar o Ministério Público para asfaltar o quanto antes toda a ligação, desde a Dutra (BR-116) até a Rio-Santos (BR-101). Com o fim da Guerra Paulista (ocorrida em 1932), a passagem havia ficado em situação crítica, sendo periodicamente bloqueada no trecho da Serra da Bocaina, mas os dois estados (São Paulo e Rio de Janeiro) entraram em acordo em 1954 para uma reabertura do caminho e, com o acidente de 1958, ambas unidades federais juntaram esforços com o objetivo de executar um projeto para pavimentar e modernizar a estrada de rodagem: o trecho paulista transforma-se assim na rodovia SP-171 e o trecho fluminense, na rodovia RJ-165. Após alguns anos, as obras iniciaram no trevo rodoviário com a Dutra, em Guaratinguetá, e desenvolveram-se nas décadas de 60 e 70. Em 1978, o asfalto chega em Cunha e, em 1984, o estado de São Paulo conclui a sua parte do acordo, asfaltando setenta quilômetros até o alto da serra da Bocaina. Os restantes vinte quilômetros (que atualmente pertencem a RJ-165) ficaram com a pavimentação incompleta até os anos 2000, quando em 2017, o estado do Rio cumpre com a sua parte após ter sofrido com tantos embargos ambientais. Hoje, graças às preocupações com a segurança da viabilidade, há muitas placas advertindo aos condutores de verificarem os freios. As antigas cercas de madeiras nas bordas que guiavam os carros, foram substituídas por guard-rails de ferro. O Governo paulista faz com frequência reparos e obras de contenção de barreiras. No local onde aconteceu o acidente, há uma cruz feita de cimento e pedras para recordar a memória dos passageiros que fizeram a sua última viagem com aquela jardineira, sendo considerados popularmente como “mártires” para a pavimentação e melhorias da SP-171.

### Interdições por causa de temporais

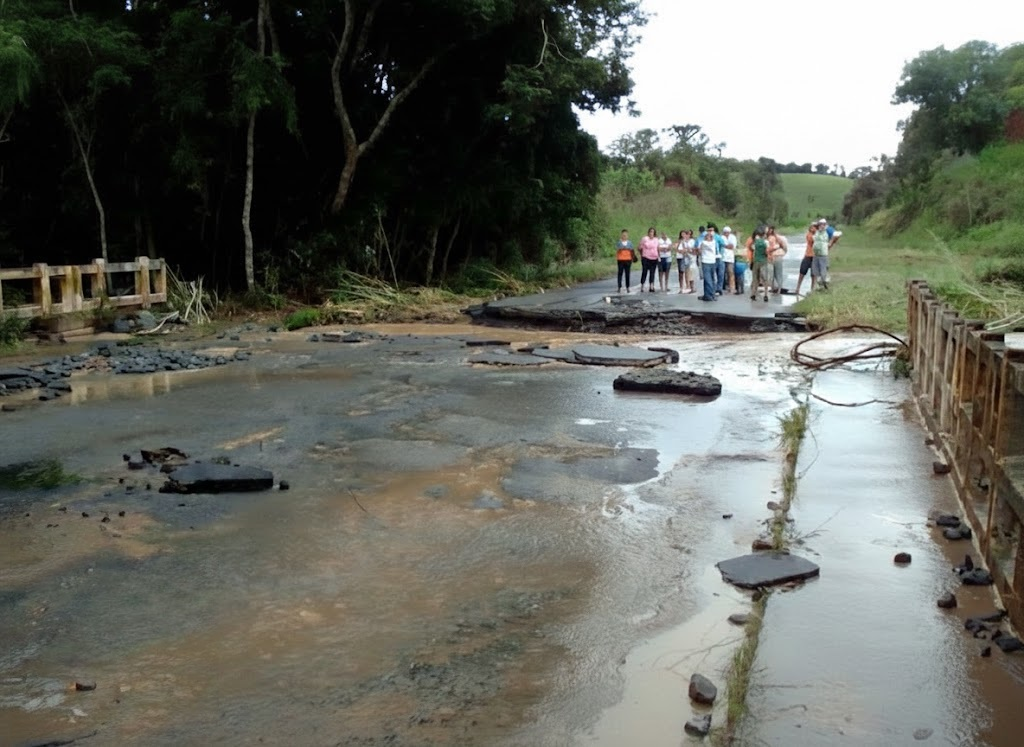
km 39, cabeceira da ponte sobre o rio Jacuizinho destruída pela enchente

Devido as fortes chuvas ocorridas desde o final de dezembro de 2009 até fevereiro de 2010 na Região dos rios Paraibuna e Paraitinga, a SP-171 foi interditada em diversos pontos. As graves quedas de barreiras e pontes caídas impossibilitaram o trânsito entre as cidades de Guaratinguetá, Cunha e Paraty. O ponto mais crítico foi no km 17, onde uma parte da rodovia desbarrancou, criando uma cratera, imediatamente o DER colocou guard-rails e cavaletes que bloqueassem a passagem, interditando temporariamente a estrada de rodagem. O percurso entre os quilômetros 30 e 40 foi fechado também, por causa das fortes enchentes que destruíram as pontes sobre os rios Paraitinga, Jacuí e Jacuizinho. Por conta das interdições, o município de Cunha ficou totalmente isolado por vias rodoviárias. Após o cessar das chuvas, a SP-171 estava arruinada em vários locais. Desvios foram feitos para casos de emergência, saída de turistas e entrada de equipes de apoio ao município. Durante meados dos meses de janeiro e fevereiro de 2010, a passagem ficou sujeita a bloqueios e desvios causados por desmoronamentos de terra. Antes do fim do mesmo ano, o Governo do Estado conclui as obras de recuperação e reparos na via.

## Geografia

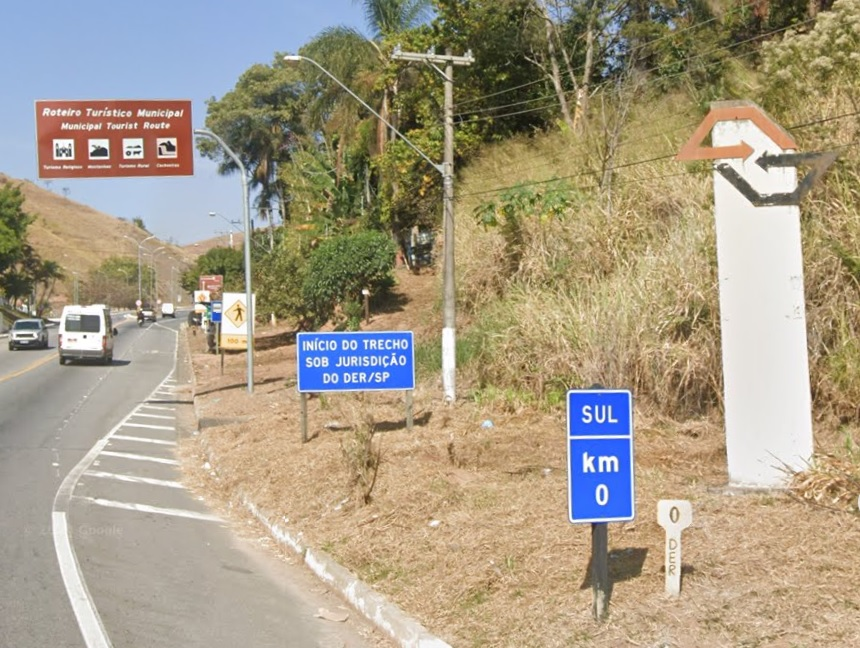
Marco zero da SP-171 e trecho inicial da Rodovia Paulo Virgínio

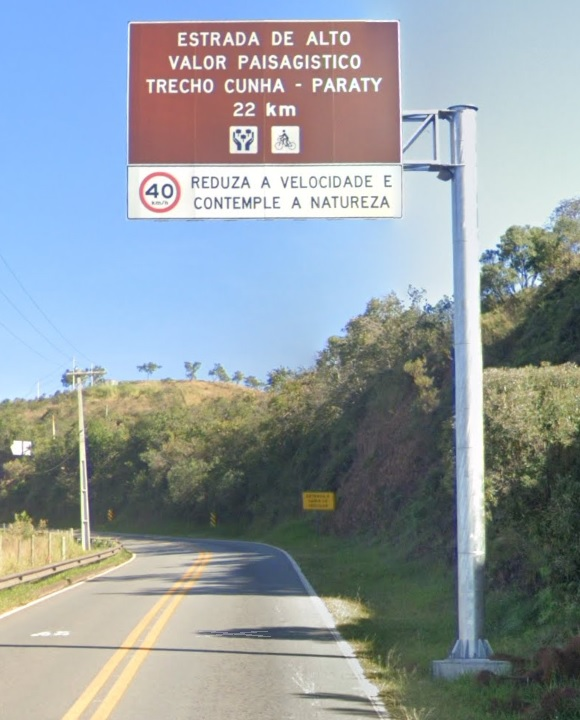
Trecho inicial da Rodovia Salvador Pacetti

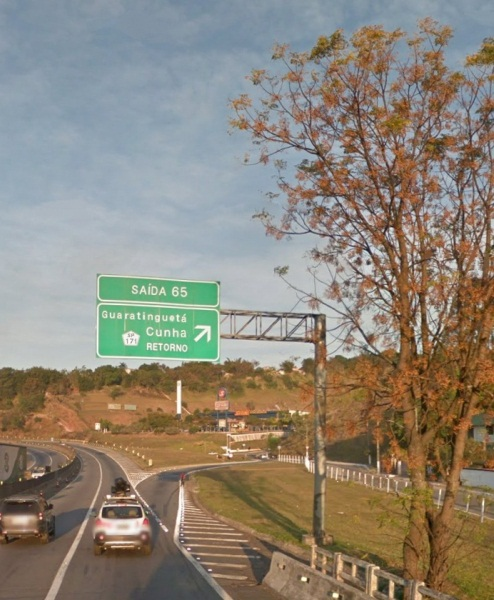
Saída 65 da Via Dutra, primeiro acesso à SP-171

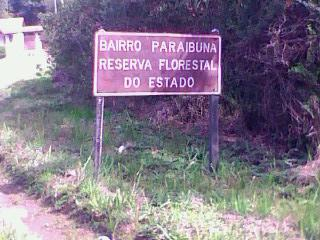
Entrada da Paraibuna

O terreno sobre o qual a estrada de rodagem SP-171 está construída faz parte da formação geológica da Serra do Mar.  A Serra do Mar é, por sua vez, um território composto por uma cadeia geral (como uma pequena cordilheira) de montanhas que posicionam-se a leste do planalto continental do Brasil paralelo à costa do Oceano Atlântico e há uma extensão de aproximadamente mil-e-quinhentos quilômetros, entre o sul do Espírito Santo e o nordeste do Rio Grande do Sul. O dorso da escarpa principal é composto por vários segmentos (como as frações das serras do Indaiá ou da Bocaina, por exemplo) e forma o limite entre da faixa litorânea, ao nível do mar, e o planalto brasileiro, possuindo uma altitude média que pode variar desde 500 a 1.300 metros, a depender da área onde é mesurada. O ecossistema biológico presente nessa cadeia montanhosa pertence ao bioma da Mata Atlântica.

### Serra do Mar e Mata Atlântica
Os segmentos que compõe o dorso da escarpa principal são descontínuos em vários pontos e recebem nomes individuais em determinadas localidades, como “Serra do Paranapiacaba”, “Serra do Quebra Cangalha”, “Serra dos Órgãos”, entre tantas outras. A cadeia montanhosa também estende-se por algumas porções de terra sobressalentes no mar, como a Ilha Grande (Angra dos Reis, RJ), a Ilha Anchieta (Ubatuba, SP), o arquipélago de Ilhabela (SP) e tantos outros exemplos de ilhas e ilhotes ao longo da costa das regiões Sudeste e Sul. Das localidades conectadas pela SP-171, a Pedra da Macela, divisa natural entre Cunha (SP) e Paraty (RJ), é o ponto mais alto, com 1.840 metros de altitude sobre o nível do mar (22% mais baixa da montanha mais alta de toda a cadeia: o Pico Grande, com 2.366 m, localizado em Nova Friburgo, RJ); sendo o ponto mais baixo, o ponto inicial (km 0) no trevo rodoviário com a Dutra, a aproximadamente 540 metros de altitude.  
Geologicamente, a Serra do Mar pertence à enorme plataforma de rocha cristalina antigas, como granitos, gnaisses e calcários — características de plataformas continentais tectonicamente estáveis que formam o leste da América do Sul —. A maior parte das elevações foi formada há cerca de 60 milhões de anos atrás, remontando às Eras Paleozoica e Mesozoica, tendo se formado principalmente durante a separação do supercontinente Gondwana. A formação da Serra do Mar está intimamente relacionada a processos tectônicos, incluindo a separação da América do Sul da África e a subsequente abertura do Oceano Atlântico Sul, ao longo de milhões de anos.
No interior, o terreno é íngreme, com vales profundos, muitas vezes repletos de densas florestas tropicais e rios densos e sinuosos. Ao longo do tempo, cursos d’agua como o Paraibuna, o Jacuí e o Paraitinga (ambos combinam-se para dar origem ao rio Paraíba) têm colaborado na formação de vales profundos e ravinas nas montanhas. A geologia formada por esses rios no alto da serra promove uma rica biodiversidade, sendo as florestas tropicais presentes um dos ecossistemas mais biodiversos do mundo. Os muitos grupos de morros influenciam os padrões climáticos locais, criando um efeito significativo de neblinas e de chuvas quando os vapores do mar se resfriam quando passam pelo alto da serra e condensam-se em nuvens densas sobre o continente.  
Historicamente, a Serra do Mar tem sido uma fonte de minerais como ouro, pedras preciosas e minério de ferro, embora as atividades de mineração tenham diminuído. A extração de madeira também foi significativa, o que gerou preocupações, principalmente da parte do Ministério Público com a conservação dos recursos naturais. Devido ao seu rico valor ambiental, parte da porção serrana paulista foi protegida pelo “Conselho de Defesa do Patrimônio Histórico, Arqueológico, Artístico e Turístico” (Condephaat) e declarada patrimônio estadual em 6 de junho de 1985. A nível federal, a partir de 1988, de acordo com o Art. 225, §4º, da Constituição da República Federativa do Brasil em vigor, a Serra do Mar (junto com a Selva Amazônica, a Mata Atlântica, o Pantanal e a Zona Costeira) passou a fazer parte do patrimônio nacional. A nível mundial, uma parte da Serra do Mar foi declarada Patrimônio da humanidade em 1999, como parte da zona da “Reserva da Mata Atlântica Sudeste”.

### Unidades de conservação (PESM e PNSB)
Desde o final do século XX, diferentes projetos de proteção da biodiversidade brasileira estão em andamento, incluindo a criação de várias unidades de conservação, como o Parque Estadual da Serra do Mar (PESM), criado em 1977 sob jurisdição do estado São Paulo, abrigando 332 mil hectares, e o Parque Nacional da Serra da Bocaina (PNSB), inaugurado em 1971, abrigando 104 mil hectares, — ambas unidades de conservação são interligadas pela estrada de rodagem SP-171 em suas dependências —.  
O PESM é uma unidade de conservação ambiental tutelada pelo estado de São Paulo. Como descrito anteriormente, abrange 332 mil hectare divididos em dez núcleos distribuídos entre vinte-e-cinco municípios paulistas, sendo considerado uma das maiores áreas remanescentes de Mata Atlântica contínua do planeta, interligando florestas entre a divisa com o estado do Rio de Janeiro e o Vale do Ribeira, próximo à divisa com o Paraná. Além da preservação do meio-ambiente, o PESM abriga algumas comunidades tradicionais de quilombolas, índios, caipiras e caiçaras. Em específico, a rodovia SP-171 permite acesso às dependências do Núcleo Cunha-Indaiá, que é uma das sedes do PESM, criada para proteger e preservar parte da Mata Atlântica ainda intacta, a biodiversidade local e monitorar propriedades com áreas verdes protegidas. O Núcleo ocupa uma área total de 14.000 hectares e abrange os municípios de Cunha (que possui 71,5% da área do Núcleo) e Ubatuba (que possui 28,5% da área). A sede encontra-se a uma altitude de 1.040 metros, no alto da serra do Indaiá (uma fração da Serra do Mar), e era chamada de Reserva Florestal de Cunha (ou simplesmente Horto florestal). A escarpas do parque permitem uma vista do litoral ubatubano. Desde 2006, o Núcleo está integrado ao “Mosaico Bocaina” (um tipo de “super-parque” que incorpora vários parques ambientais em proximidade ao Atlântico, entre os estados do Rio e São Paulo, constituindo uma superfície protegida de 221.754 hectares (cerca de 547.970 acres).  O “Mosaico Bocaina” incorpora também o PNSB.  
Criado a partir do Decreto federal n° 68.172, em 1971, o Parque da Bocaina abrange uma área de aproximadamente 104.000 hectares e uma biodiversidade significativa. A sede do parque está localizada em São José do Barreiro (SP). É está sob administração do Instituto Chico Mendes de Conservação da Biodiversidade (ICMBio). Estima-se que 60% da vegetação seja composta por Mata Atlântica nativa, e o restante seja floresta regenerada (secundária) desde os anos de 1990. Atualmente, o PNSB faz parte da área “Mosaico Bocaina”, criada em 2006. Devido a problemáticas com legislações ambientais, a rodovia RJ-165 (que há quase todo seu traçado em zona protegida) tardou muitas décadas para ter sua rota completamente pavimentada adequadamente para o trânsito de veículos em geral. O Governo do Rio optou por transformar a extensão fluminense em uma “Estrada Parque”, como uma espécie de trilha ambiental, intrinsicamente integrada ao PNSB: graças a esse aspecto, tanto o Ministério Público como o DER-RJ podem estabelecer horários de trânsito e limitar o tráfico de determinados veículos: caminhões e ônibus de grande misuras, por exemplo, são proibidos de circular pela via. Até o momento, a viação São José Ltda. é a única empresa autorizada a transportar publicamente passageiros pela estrada de rodagem em uma linha comercial e quando realiza operações para a baixada sul-fluminense, usa um sistema de micro-ônibus entre Paraty e Cunha.

## Rota de fuga em caso de acidente nuclear
Os primeiros experimentos sobre radioatividade foram conduzidos no século XIX por Wilhelm Röntgen, Antoine Henri Becquerel, Marie e Pierre Curie, entre outros cientistas de destaque. Os resultados das pesquisas nas décadas seguintes foram utilizados principalmente para fins militares e culminaram no desenvolvimento de armas nucleares, como a bomba atômica por exemplo. Embora tais armas continuassem a desempenhar um papel crucial na política internacional, o uso civil da nova tecnologia ganhou importância crescente: em 1951, cientistas americanos conseguiram produzir eletricidade por fissão nuclear pela primeira vez e, três anos depois, a Rússia inaugurou o primeiro reator de grande capacidade. Nas décadas de 1960 e 1970, a energia nuclear estava em expansão e muitas usinas nucleares começaram a ser construídas em todo o mundo. A popularidade dessa tecnologia como alternativa limpa e barata (quando está sob controle) em comparação aos combustíveis fósseis e intensificou-se com a primeira crise do petróleo em 1973. No entanto, cresceram as opiniões críticas, alertando para os riscos de acidentes e resíduos radioativos. Apesar de tudo, a tecnologia nuclear continua sendo uma importante fonte de energia.  
No Brasil, as primeiras pesquisas foram realizadas na década de 1930 com cientistas e pesquisadores da Universidade de São Paulo (USP). Em acordo com o Estado do Rio de Janeiro e por meio da cooperação estrangeira com os Estados Unidos e a Alemanha, o Governo Federal conseguiu construir a Central Álvaro Alberto, a qual abriga dois reatores — conhecidos como Angra I e Angra II — que foram incorporados a produção de energia elétrica em 1982 e 2000, respectivamente. A construção de um terceiro reator, o Angra III, está em andamento desde 2010, após um embargo de mais de vinte anos. De todos os países que operam nessa indústria, o Brasil se tornou uma das dez nações que dominam o ciclo completo de produção de combustível nuclear. Em caso de emergência, como a ocorrência de um acidente nuclear em uma das três usinas nucleares, a SP-171 (junto com as demais estradas de rodagem vicinais que estão integradas com ela) servirá como rota de escape para uma eventual evacuação de pessoas da zona angrense.